# Internet en Israel
El Internet en Israel, vía ADSL, ha estado disponible desde finales de la década de 1990, pero solo se convirtió en práctica a una media de clientes residenciales en 2001. Desde entonces los precios han descendido considerablemente.
En el país, todos los ADSL o cable módem del usuario tienen que ser pagados separadamente a la infraestructura y al proveedor de la ISP (desagregado del paquete).
El servicio de internet se proporciona a través de infraestructuras de teléfono, cable y fibra directa al hogar (FTTH), por parte de Bezeq, Hot, IBC y Partner. Bezeq proporciona DSL y FTTH; IBC y Partner brindan servicios FTTH, mientras que HOT brinda sus propios servicios de Internet por cable , así como FTTH a través de IBC. Las velocidades van desde 15 mbit/s en ADSL hasta 2,5 gbit/s en el servicio FTTH de Bezeq.
En 2010, Israel ocupó el puesto 26 en el ranking de economía digital de The Economist.En 2022, Surfshark clasificó a Israel en primer lugar en calidad de vida digital.

## Historia
En noviembre de 1990 se desplegó el cable submarino EMOS-1, que conecta Israel con Turquía, Grecia e Italia. Este fue el primer cable submarino construido por Israel y fue ampliado por el CIOS en abril de 1994.  Desde entonces, se han tendido otros cables que han proporcionado enlaces de gran capacidad entre Israel y el extranjero.
Hasta 1997, la mayor parte del tráfico de Internet nacional se enrutaba directamente entre los ISP o a través de la red académica de las universidades israelíes operada por la IUCC. Desde 1997, la Asociación de Internet de Israel ha sido responsable de operar el Intercambio de Internet de Israel (IIX), a través del cual se enruta gran parte del tráfico de Internet nacional.
En teoría, Internet de banda ancha ha estado disponible en Israel a través de ADSL desde finales de la década de 1990, pero solo se volvió práctico para un cliente residencial promedio en 200. Esto fue posible gracias a una mejora significativa de la infraestructura de Internet en 1999, a un costo de más de mil millones de shekels. Desde entonces los precios han bajado considerablemente.
También en 2001, se modificó la Ley de Comunicaciones de 1982 para permitir el suministro de Internet de banda ancha a través de la infraestructura de cable. 
Bezeq, el principal operador de intercambio local comenzó a implementar su Red de Próxima Generación (NGN) en 2009 con velocidades teóricas de hasta 100 Mbit/s mediante el uso de una combinación de tecnologías de fibra hasta la acera (FTTC) y ADSL2+/VDSL2. Las ofertas iniciales de productos de su NGN fueron velocidades de descarga de 10 Mbit/s y 15 Mbit/s y de carga de 800 kbit/s sobre ADSL2+ con un paquete de mejor esfuerzo de hasta 100 Mbit/s disponible a partir de octubre de 2010. Según Bezeq, NGN habrá llegado al 90 por ciento de los hogares en Israel a finales de 2011 y se ofrecerán ofertas de 100 Mbit/s en 2012.  Hot, el principal competidor de Bezeq inició su servicio UFI el 21 de octubre de 2009, con tecnología DOCSIS 3.0. Esto permitía inicialmente hasta 100 Mbit/s, aumentando posteriormente a 500 Mbit/s.
En 2014, Israel Broadband Company (IBC) comenzó a instalar la primera infraestructura FTTH del país en Beersheba a través de su empresa Unlimited. Se le unieron Partner en 2017 y Bezeq en 2021. El Ministerio de Comunicaciones acordó que estos proveedores de infraestructura no necesitarían llegar a todos los hogares israelíes, pero que contribuirían a un fondo nacional para subsidiar a las empresas más pequeñas que desplegarían fibra en áreas económicamente menos viables. Noorcom es la primera empresa que gana una licitación en virtud de este acuerdo y desplegará FTTH en determinadas zonas de mayoría árabe. En junio de 2021, el 42% del total de hogares de Israel estaban conectados a infraestructura FTTH.
En 2022, la separación histórica entre proveedores de infraestructuras como Bezeq y Hot y proveedores de servicios, impuesta por el regulador, expirará.

## Velocidad de conexión
La velocidad típica de conexión se ha mantenido en 1,5 Mbit/s (con 150 kbit/s en sentido ascendente) durante la mayor parte de 2005 y 2006. Las conexiones de más de 2 Mbit/s (con 250 kbit/s velocidad de subida) sólo se han introducido en el verano de 2005 a la corriente principal. La máxima velocidad a través de ADSL residen actualmente en 8 Mbit/s Down / 800 kbit/s up (a partir de diciembre de 2007), mientras que en cable que están a 10 Mbit/s de Down y 1 Mbit/s up.
La única empresa que presta actualmente servicios de ADSL es Bezeq, compañía recientemente privatizada, que compite contra HOT, la única compañía de cable de Israel, que proporciona televisión, infraestructura de Internet y servicios de VoIP. Todos los servicios requieren ADSL y utilizan el protocolo PPPoE, y todas las conexiones por módem de cable operan sobre el protocolo PPTP/L2TP. 

## Velocidades de conexión disponibles en ADSL y Cable módem
| Descarga   | Upload     | Notas           |
| ---------- | ---------- | --------------- |
| 250 Kbit/s | 64 Kbit/s  | ADSL solamente  |
| 500 Kbit/s | 64 Kbit/s  | ADSL solamente  |
| 750 Kbit/s | 96 Kbit/s  |                 |
| 1.5 Mbit/s | 150 Kbit/s |                 |
| 2 Mbit/s   | 200 Kbit/s | ADSL solamente  |
| 2.5 Mbit/s | 250 Kbit/s |                 |
| 3 Mbit/s   | 150 Kbit/s | Cable solamente |
| 3 Mbit/s   | 278 Kbit/s | Cable solamente |
| 4 Mbit/s   | 400 Kbit/s | ADSL solamente  |
| 5 Mbit/s   | 500 Kbit/s |                 |
| 6 Mbit/s   | 600 Kbit/s | Cable solamente |
| 7 Mbit/s   | 700 Kbit/s | Cable solamente |
| 8 Mbit/s   | 800 Kbit/s | ADSL solamente  |
| 10 Mbit/s  | 1.0 Mbit/s | Cable solamente |

## Censura en Internet
En agosto de 2009, la ONI no encontró evidencia de filtración en todas las áreas. 
Shas, un partido religioso de Israel ideó una ley de filtrado de Internet que sólo permite el acceso a sitios pornográficos para usuarios que se identifiquen como adultos y soliciten no estar sujetos a filtrado. En febrero de 2008, la ley fue aprobada en la primera de las tres votaciones necesarias, sin embargo, el comité legislativo del gobierno la rechazó.
En 2010 y 2011 la policía de Israel emitió directivas a todos los proveedores de servicios de Internet en Israel, incluidos los proveedores de telefonía celular, para que bloquearan ciertos sitios web de juegos de apuestas. Los ISP cumplieron la orden, a pesar de que su legalidad no estaba clara, tanto en lo que respecta a la legalidad del uso de sitios de juegos de azar en Israel como a la legalidad de que la policía ordenara el bloqueo de sitios web. En 2012, el tribunal dictaminó que el bloqueo de sitios web, en principio, violaba las leyes de libertad de expresión y que la propia directiva policial era ilegal.